# Santiago Orduna
Santiago Orduna (Buenos Aires, 31 agosto 1983) è un pallavolista argentino naturalizzato italiano, palleggiatore della Lube.

## Biografia
È il figlio dell'allenatore Guillermo Orduna.

## Carriera

### Club
La carriera di Santiago Orduna inizia all'età di 13 anni quando entra a far parte delle giovanili del Club Banade di Buenos Aires, dove resta fino al 2002. Si trasferisce con la famiglia in Spagna, esordendo nella Superliga de Voleibol Masculina per il campionato 2002-03, con il Vigo: tuttavia già nella stagione successiva ritorna in Argentina ingaggiato prima dal Club Náutico Hacoaj, nella Liga A1 de Vóley e poi, nella stagione 2004-05, dal Bolívar, nella stessa categoria, dove milita per due annate.
Per il campionato 2006-07 è nella Superliga 2 de Voleibol Masculina spagnola, ingaggiato dall'Elche, mentre nel campionato seguente veste la maglia del Numancia, nuovamente nella massima divisione spagnola, vincendo la Coppa del Re. Nell'annata 2008-09 si trasferisce in Italia per giocare col Catania, in Serie A2: nella stessa divisione si accasa al Città di Castello nella stagione 2009-10, a cui resta legato per due annate, così come al Tricolore di Reggio Emilia, dove arriva nella stagione 2011-12; durante la permanenza nel club emiliano ottiene la cittadinanza italiana.
Nella stagione 2013-14 viene ingaggiato dal Padova, sempre in Serie A2, con cui vince la Coppa Italia di categoria e ottiene la promozione in Superlega dove esordisce nella stagione successiva con la stessa maglia: in totale resta alla società veneta per tre annate. Per il campionato 2016-17 è acquistato dal Modena, aggiudicandosi la Supercoppa italiana, mentre in quello successivo passa alla Porto Robur Costa di Ravenna, ottenendo il successo in Challenge Cup.
Sempre in Superlega, nella stagione 2018-19 approda al Milano, culminando il quadriennio trascorso nel club lombardo con la conquista della Coppa CEV. Torna nella divisione cadetta italiana per l'annata 2022-23, vestendo la maglia della Callipo con la quale ottiene le vittorie nella Coppa Italia di categoria e nella Supercoppa italiana di Serie A2. Nel campionato 2023-24 è nuovamente in Superlega, ingaggiato dalla Saturnia Acicastello, restando nella massima divisione italiana anche nel campionato seguente, ma indossando la casacca della Lube, con cui conquista la Coppa Italia.

### Nazionale
Fa parte delle nazionali giovanili argentine con cui vince la medaglia di bronzo al campionato sudamericano under 19 2000 e al campionato sudamericano under 21 2002.
Nel 2006 esordisce in nazionale maggiore, con cui in seguito si aggiudica la medaglia d'argento al campionato sudamericano 2007; nel 2008 veste per l'ultima volta la maglia dell'albiceleste.

## Palmarès

### Club
- Coppa del Re: 1

2007-08
- Coppa Italia: 1

2024-25
- Supercoppa italiana: 1

2016
- Coppa Italia di Serie A2: 2

2013-14, 2022-23
- Supercoppa italiana di Serie A2: 1

2023
- Coppa CEV: 1

2021-22
- Challenge Cup: 1

2017-18

### Nazionale (competizioni minori)
- Campionato sudamericano under 19 2000
- Campionato sudamericano under 21 2002

### Premi individuali
- 2007 - Campionato sudamericano: Miglior palleggiatore